# Медное море
Медное море или Расплавленное море (ивр. οווו Yām mūšāq‎ «литое металлическое море») — описанный в Библии громадных размеров медный сосуд, по виду походивший на шестилиственную лилию и устроенный для храма Соломонова. Предназначался для священников, чтобы они омывали в нём свои руки и ноги перед входом в святилище и восхождением к алтарю.
Упоминается в ветхозаветных книгах Царств (3Цар. 7:23-26) и Паралипоменон (2Пар. 4:2-6).

## Библейское повествование
Море медное стояло в юго-восточном углу внутреннего двора. Согласно Библии, чаша была пяти локтей в высоту, десяти локтей в диаметре от края до края и тридцати локтей в окружности. Край её был похож на ободок чаши или на цветок лилии, а толщина края равнялась ширине ладони, то есть трём-четырём дюймам. Море медное опиралось на спины двенадцати волов, стоявших мордами наружу. Было способно вместить две или три тысячи ванн воды (2Пар. 4:5). Вода первоначально поступала от Гаваонитян, но затем была доставлена по трубе из Соломоновых прудов.
Расплавленное море было сделано из меди или бронзы, которую Соломон взял из захваченных городов Хадад-Эзера, царя Арам-Цобы (Адраазар, царь Сувский — в Синодальном переводе) (1Пар. 18:8). Позже царь Ахаз снял этот умывальник с волов и поставил его на каменную мостовую (4Цар. 16:17). «Море медное, которое в доме Господнем» было разрушено халдеями (4Цар. 25:13).

## Мнение библейских критиков
Тот факт, что это был умывальник, который был слишком велик, чтобы войти сверху, наводит на мысль, что вода, скорее всего, текла из него вниз в подсобное помещение внизу.